# Изненада, прошлог лета
Изненада, прошлог лета (енгл. Suddenly, Last Summer) је америчка филмска мистерија из 1959. године, редитеља Џозефа Л. Манкевица са Елизабет Тејлор, Монтгомеријем Клифтом и Кетрин Хепберн у главним улогама. Радња је усредсређена на Кетрин Холи, младу жену коју, на инсистирање њене богате тетке, лекар психијатар процењује за лоботомију након што је била сведок смрти свог рођака Себастијана Венабла током њиховог путовања у Шпанију претходног лета.
Тејлорова и Хепбернова су биле номиноване за Оскара за најбољу главну глумицу, али су обе изгубиле од Симон Сињоре. Тејлорова је освојила Златни глобус за најбољу глумицу.

## Радња
Године 1937. у Њу Орлеансу, млада жена Кетрин Холи је смештена у болницу због тешког емоционалног поремећаја који је настао када је њен рођак Себастијан Венабл умро под чудним околностима док су били на летовању у Европи. Богата мајка покојног Себастијана, Вајолет Венабл, чини све да негира и потисне потенцијално скандалозну истину о свом сину и његовој смрти. Ради тога, она покушава да подмити администратора државне болнице, Лоренса Хокстадера, нудећи финансирање новог крила његове установе ако обећа да ће његов бриљантни млади хирург Џон Кукровиц излечити њену нећаку.
Госпођа Венабл се састаје са др Кукровицом, а њихов разговор се пре односи на Себастијана. Госпођа Венабл га описује као осетљивог песника и препричава њихова заједничка путовања. Кетрин је затворена у приватној менталној установи откако се неколико месеци раније вратила из Европе, након што је претрпела тежак шок од догађаја везаних за Себастијанову смрт.
Почевши да сумња да је Кетрин толико поремећена као што госпођа Венабл тврди, Кукровиц премешта Кетрин у државну болницу на посматрање. Кетринина мајка и брат долазе јој у посету и откривају да ће им госпођа Венабл платити велику суму новца ако потпишу папире да Кетрин предају у институцију и дозволе да јој се уради лоботомија.
Доктор наговара госпођу Венабл да се види са Кетрин. У сукобу који је уследио, Кетрин покушава да натера своју тетку да открије Себастијанову праву природу, нејасно наговештавајући да је он био хомосексуалац. У последњем покушају да помогне Кетрин, Кукровиц је води на имање госпође Венабл где јој даје лек који ће јој омогућити да превазиђе сваки отпор да се сети шта се догодило тог лета. Кетрин се присећа како су она и Себастијан проводили дане на плажи у шпанском граду Кабеза де Лобо и открива да ју је Себастијан користио да привуче младиће како би их завео. Пошто су младићи очајнички тражили новац, Себастијан је био успешан у својим напорима; међутим, почео је да прави планове за одлазак на север Европе. Једног „ужареног дана”, Себастијана и Кетрин је опколила гомила дечака који су молили за новац. Када их је Себастијан одбио, прогонили су га градским улицама. Себастијан је покушао да побегне, али дечаци су се ројили око њега на сваком кораку. Коначно је био сатеран у ћошак међу рушевинама храма на врху брда. У међувремену, Кетрин је грозничаво покушавала да сустигне Себастијана, али стигла је до њега само да би га видела преплављеног дечацима. Према Кетрининим речима, дечаци су растргали Себастијана и јели комаде његовог меса као гоблини. Кетрин почиње да вришти и плаче док се присећа ужаса. Госпођа Венабл одлази замењујући Кукровица за Себастијана. Док се Кукровиц окреће, болнички администратор пита да ли има истине у ономе што је Кетрин рекла. Кукровиц се враћа напоље и зове Кетрин, а она се окреће и хвата га за руку и они одлазе.

## Улоге
| Глумац              | Улога               |
| ------------------- | ------------------- |
| Елизабет Тејлор     | Кетрин Холи         |
| Кетрин Хепберн      | Вајолет Венабл      |
| Монтгомери Клифт    | др Џон Кукровиц     |
| Алберт Декер        | др Лоренс Хокстадер |
| Мерседес Макејмбриџ | госпођа Холи        |
| Гари Рејмонд        | Џорџ Холи           |